# Schadonia
Schadonia — рід грибів родини Ramalinaceae. Назва вперше опублікована 1859 року.